# كيم ها يون
كيم ها يون (بالكورية: 김하은)‏ هي ممثلة كورية جنوبية. ولدت يوم 3 يناير 1984 في كوريا الجنوبية.

## روابط خارجية
- كيم ها يون على موقع IMDb (الإنجليزية)
- كيم ها يون على موقع قاعدة بيانات الفيلم (الإنجليزية)
- كيم ها يون على موقع كينوبويسك (الروسية)